# San Domenico Soriano (Nápoly)
A San Domenico Soriano templom Nápoly történelmi központjában, a Piazza Dantén.

## Története
A manierista stílusú kolostorépületet 1606-ban kezdte építtetni Tommaso Vesti a Domonkos-rend szerzetesei számára egy korábbi kis templom (Santa Maria della Salute) helyén, amelyet Sara Ruffo di Mesurica nemesasszony ajándékozott a rendnek, köszönetképpen, hogy megmenekült a török kalózok fogságából. A kolostort 1673 és 1685 között bővítették ki Bonaventura Presti tervei alapján. Az épületen dolgozott még Giuseppe Caracciolo és Francesco Antonio Picchiatti is. A 18. században Nicola Tagliacozzi Canale tervei alapján bővítették ki. Az egykori kolostor épületében ma a nápolyi jegyzői hivatal működik.

## Leírása
A templom háromhajós, oldalkápolnákkal. Barokk díszítéseinek nagy része Cosimo Fanzago nevéhez fűződik. Értékes műkincse Luca Giordano Rózsfüzéres Madonnát ábrázoló festménye. A bal oldali első kápolnában áll Alessio Falcone síremléke, Giuseppe Sanmartino alkotása.